# Прямоплави
Прямопл́а́ви, також ́ортонектиди (Orthonectida) — тип двобічно-симетричних тварин, який дуже близький до диціємідів.

## Класифікація
Тип складається з 2 родин, які об'єднують 5 родів та 22 види:
- Родина Rhopaluridae
  - Рід Ciliocincta
  - Рід Intoshia
  - Рід Rhopalura
  - Рід Stoecharthrum
- Родина Pelmatosphaeridae
  - Рід Pelmatosphaera